# Manuel Cortés Quero
Manuel Cortés Quero (* 1906; † 1991) war ein spanischer Sozialist und Bürgermeister, der unter dem Namen „Der Maulwurf von Mijas“ bekannt wurde, weil er sich nach Ende des Spanischen Bürgerkriegs 30 Jahre lang im eigenen Haus versteckte.

## Leben
Der gelernte Friseur war vom 3. März bis zum 23. November 1936 der letzte republikanische Bürgermeister der andalusischen Kleinstadt Mijas in der Provinz Málaga. Nach dem Bürgerkrieg, unter dem Regime des Diktators Franco, fürchtete Cortés Haft und Folter, darum versteckte er sich am 17. April 1939 in einem kleinen Hohlraum in seinem eigenen Haus. Eigentlich wollte er sich nur für einige Monate verstecken, doch dann blieb er für 30 Jahre untergetaucht. In dieser Zeit zogen seine Frau Juliana und seine Tochter Maria mit ihm um und bauten im neuen Haus ein neues, größeres Versteck für ihn. Am 28. März 1969 hörte Cortés im Radio von einer Generalamnestie, mit der Franco seine politischen Gegner begnadigte, und verließ sein Versteck. Der damalige Bürgermeister von Mijas, Miguel González Berral, begleitete ihn zur Kommandantur der Franco-Polizei Guardia Civil, dort wurde Cortés bestätigt, dass er frei sei.
Über Cortés’ ungewöhnliches Leben wurden zwei Bücher verfasst: Der britische Journalist Ronald Fraser führte Gespräche mit Cortés und anderen Bürgern aus Mijas. Er schrieb 1972 „In Hiding: The Life of Manuel Cortés“ und setzte damit einen Meilenstein in der modernen Diskussion um die geschichtswissenschaftliche Methode Oral History. Manu Leguineche und Jesús Torbado veröffentlichten 1977 „Los topos“ („Die Maulwürfe“). 2012 entstand der zum Teil animierte Dokumentarfilm „30 años de oscuridad, la historia de un encierro que duró demasiado“ von Manuel H. Martin (deutscher Titel: „Ein halbes Leben im Versteck“). Salman Rushdie sah einerseits Parallelen zu seinem eigenen Schicksal als „Unsichtbarer“ und verglich andererseits Cortés mit Rip van Winkle.
Im historisch-ethnologischen Museum der Stadt Mijas befindet sich ein Nachbau des Treppenverstecks, in dem Cortés lebte.